# Cava de’ Tirreni
Cava de’ Tirreni ist eine italienische Gemeinde (comune) mit 50.223 Einwohnern (Stand 31. Dezember 2023) in der Provinz Salerno, Region Kampanien.

## Geographie

### Geographische Lage
Cava de’ Tirreni liegt etwa zehn Kilometer nordwestlich von Salerno und drei Kilometer von der Küste des Tyrrhenischen Meeres bei Amalfi entfernt. Die Gemeinde bedeckt eine Fläche von 36,46 km² und liegt 180 Meter über dem Meeresspiegel.

### Ortsteile
Die 27 Fraktionen sind: Annunziata, Alessia, Arcara, Castagneto, Corpo di Cava, Croce, Dupino, Li Curti, Maddalena, Marini, Passiano, Petrellosa, Pianesi, Pregiato, Rotolo, Sant’Anna, Sant’Arcangelo, San Cesareo, San Giuseppe al Pozzo, San Giuseppe al Pennino, San Lorenzo, Santa Lucia, San Nicola, Santa Maria del Rovo, San Martino, San Pietro a Siepi und Santi Quaranta.

Blick vom Berg St. Liberatore auf Cava de’ Tirreni

## Sport
Der Ort war 1984 Ankunftsort der 9. Etappe des Giro d’Italia.
Der lokale Fußballverein Cavese 1919 spielt derzeit in der Serie C. 1922–1925 war er für 3 Saisons in der obersten nationalen Liga in der Lega Sud, Gruppe Kampanien vertreten. In der Saison 1924/25 gelang ihm hier mit dem 2. Platz der Einzug ins Halbfinale, wo er an Alba Roma scheiterte, und damit der größte Erfolg der Vereinsgeschichte. 1981–1984 spielte Cavese kurzzeitig in der Serie B. Seine Heimspiele trägt der Verein im 7000 Zuschauer fassenden Stadio Simonetta Lamberti aus.

## Städtepartnerschaften
Partnerstädte von Cava sind:
- Gorzów Wielkopolski (Polen)
- Schwerte (Deutschland)
- Pittsfield (Massachusetts) (USA)
- Kaunas (Litauen)
- Helsinki (Finnland)

## Galerie

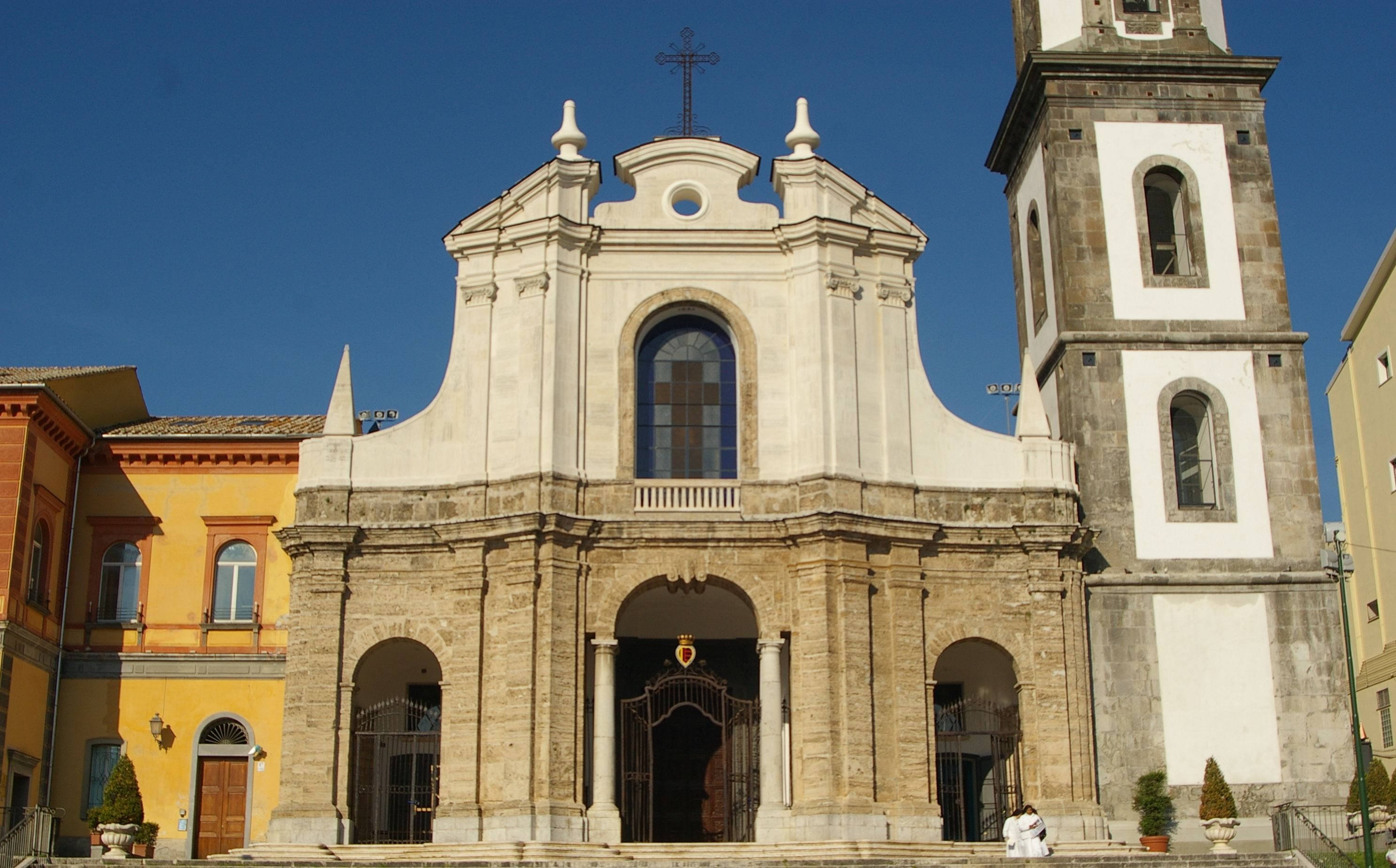
Fassade des Heiligtums St. Franziskus und St. Antonius
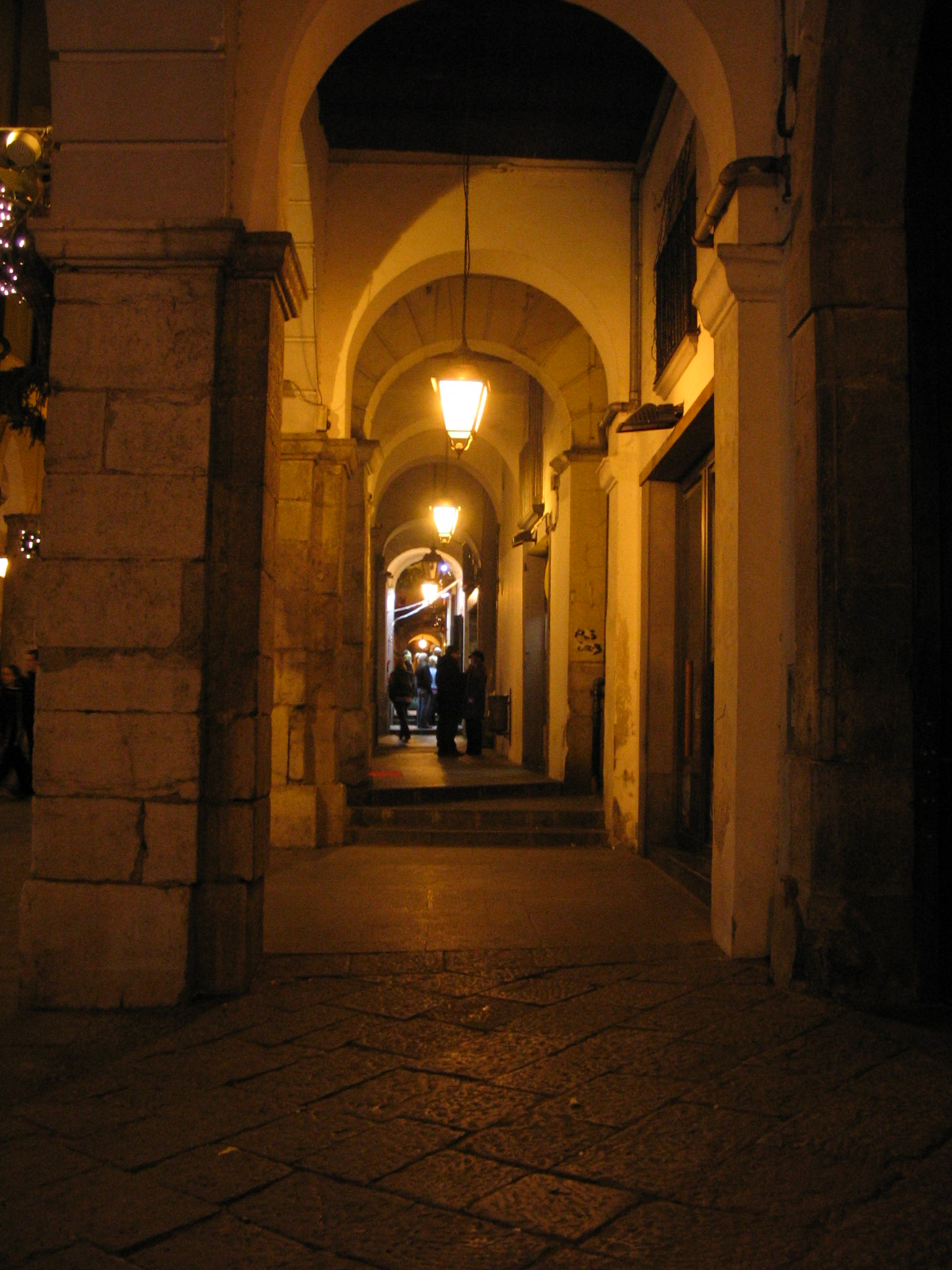
Arkaden des Borgo Scacciaventi
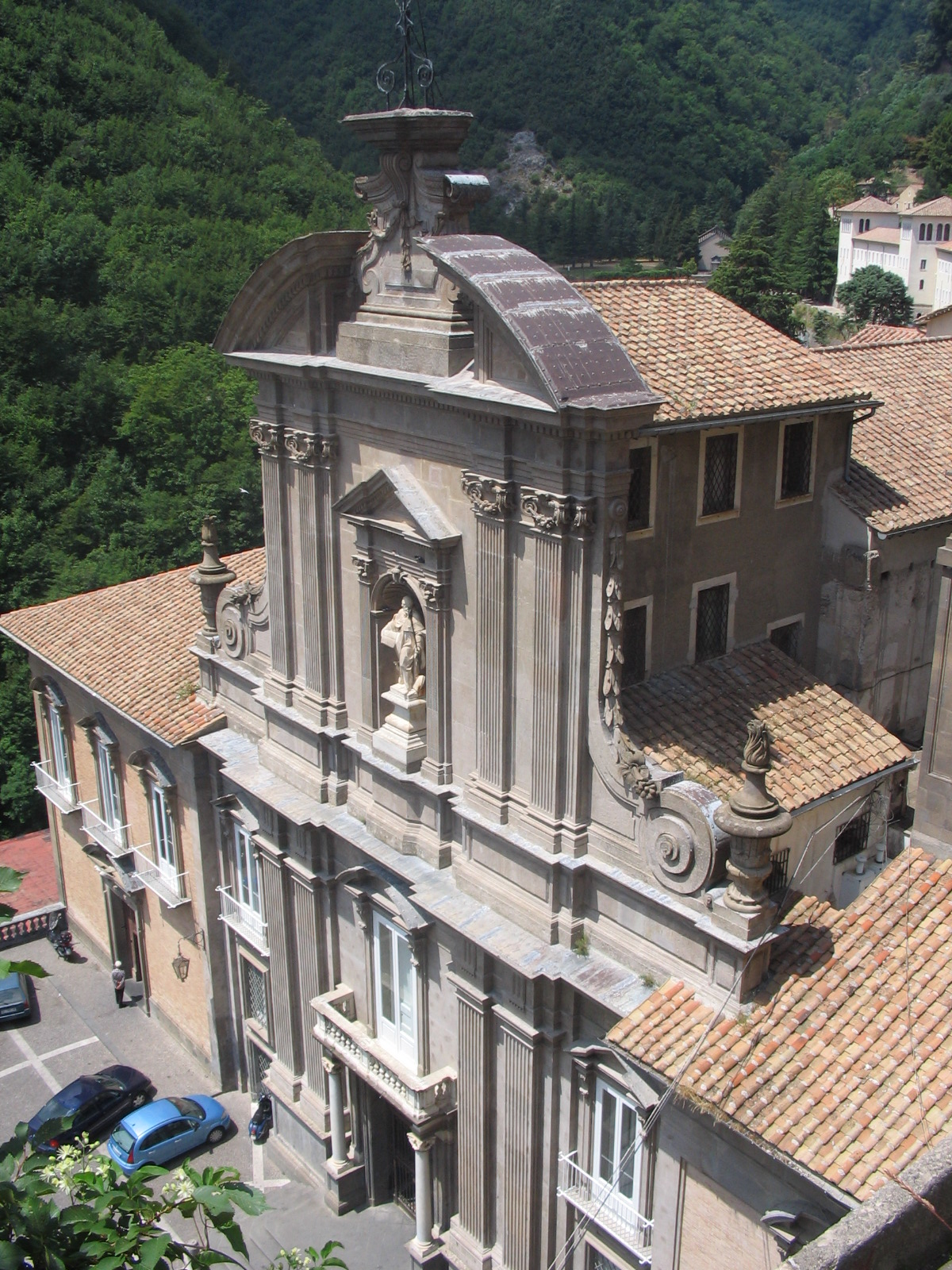
Benediktiner-Abtei
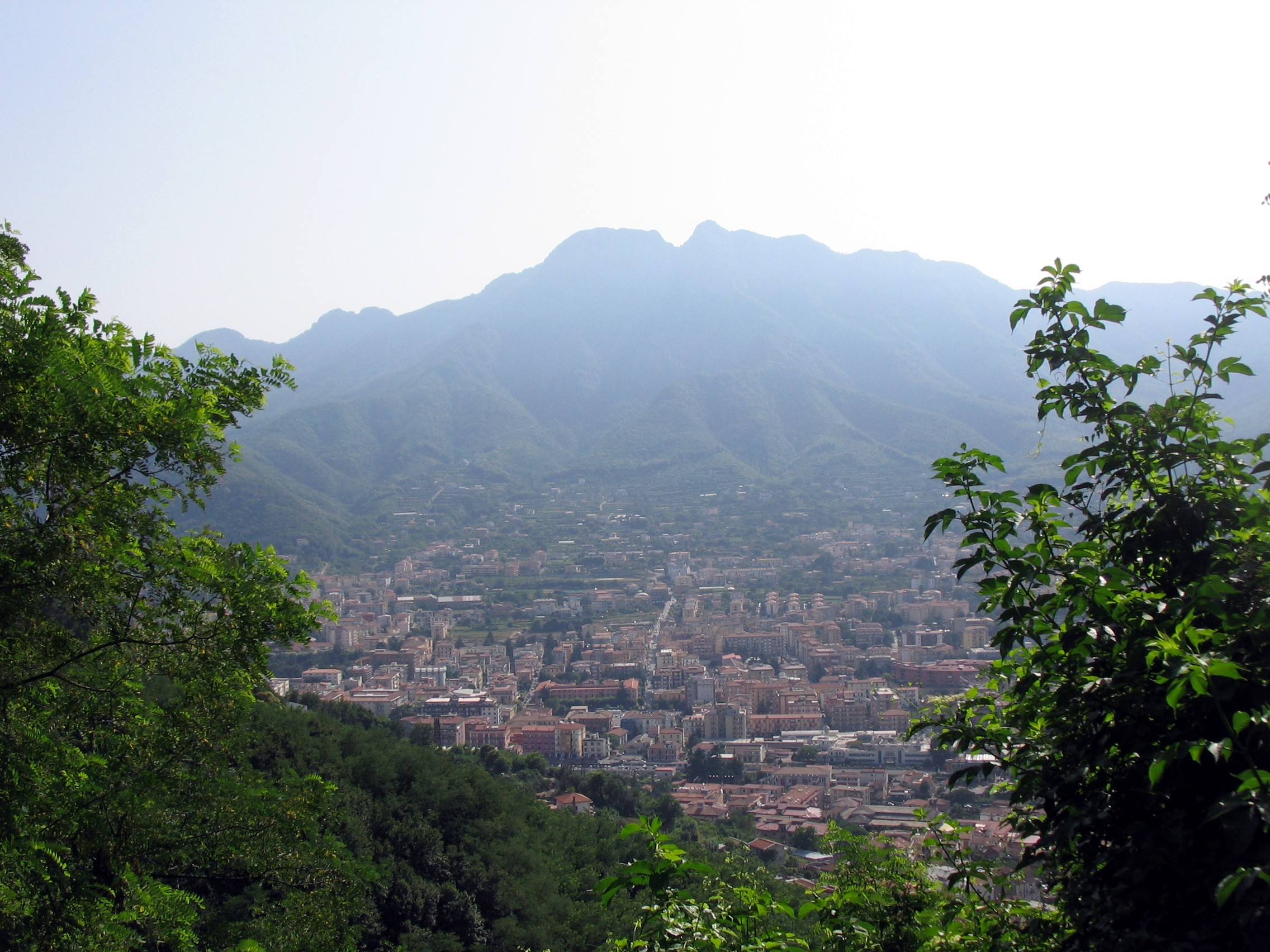
Panorama von La Serra
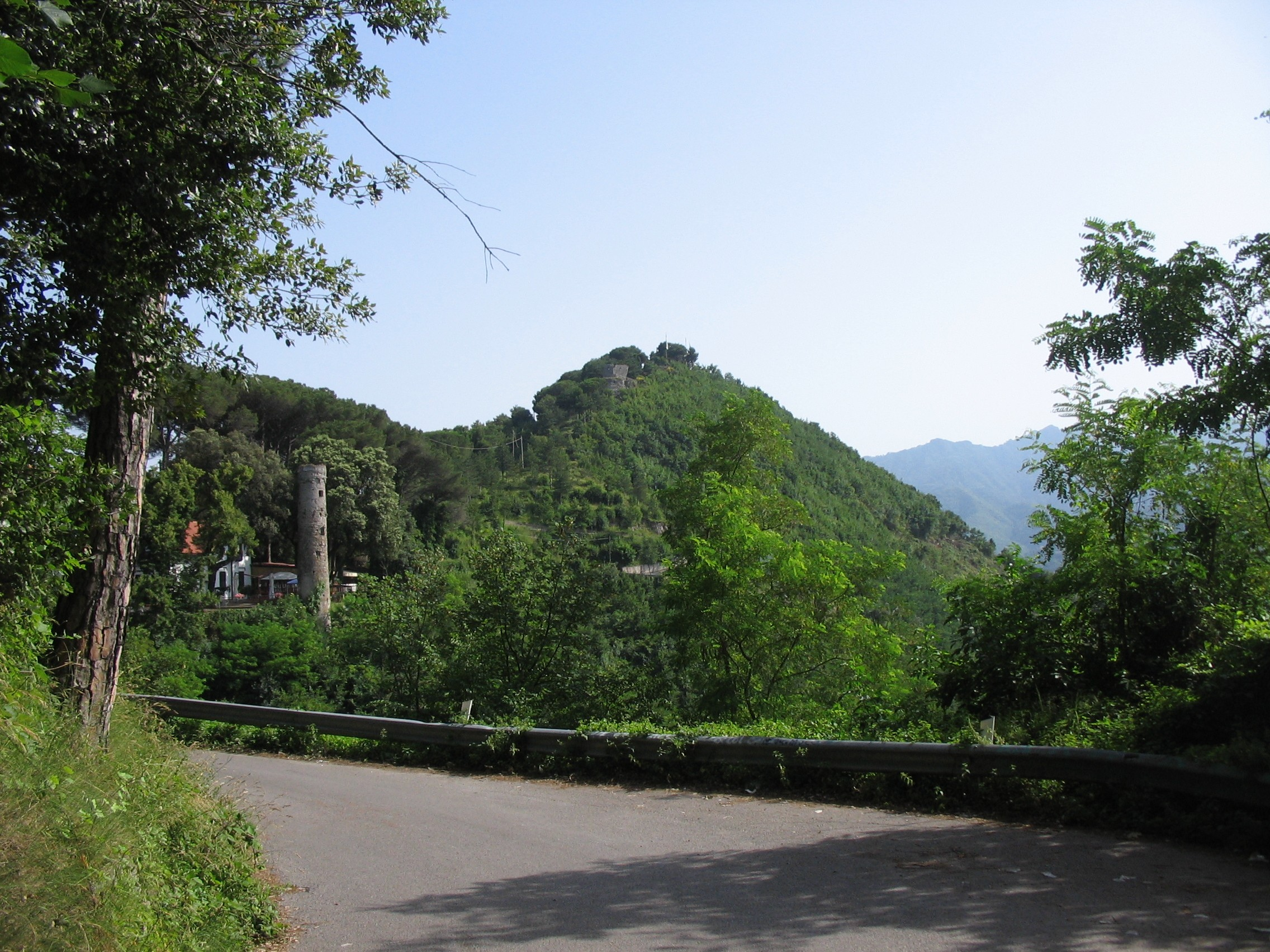
Berg Castello (Schloss)
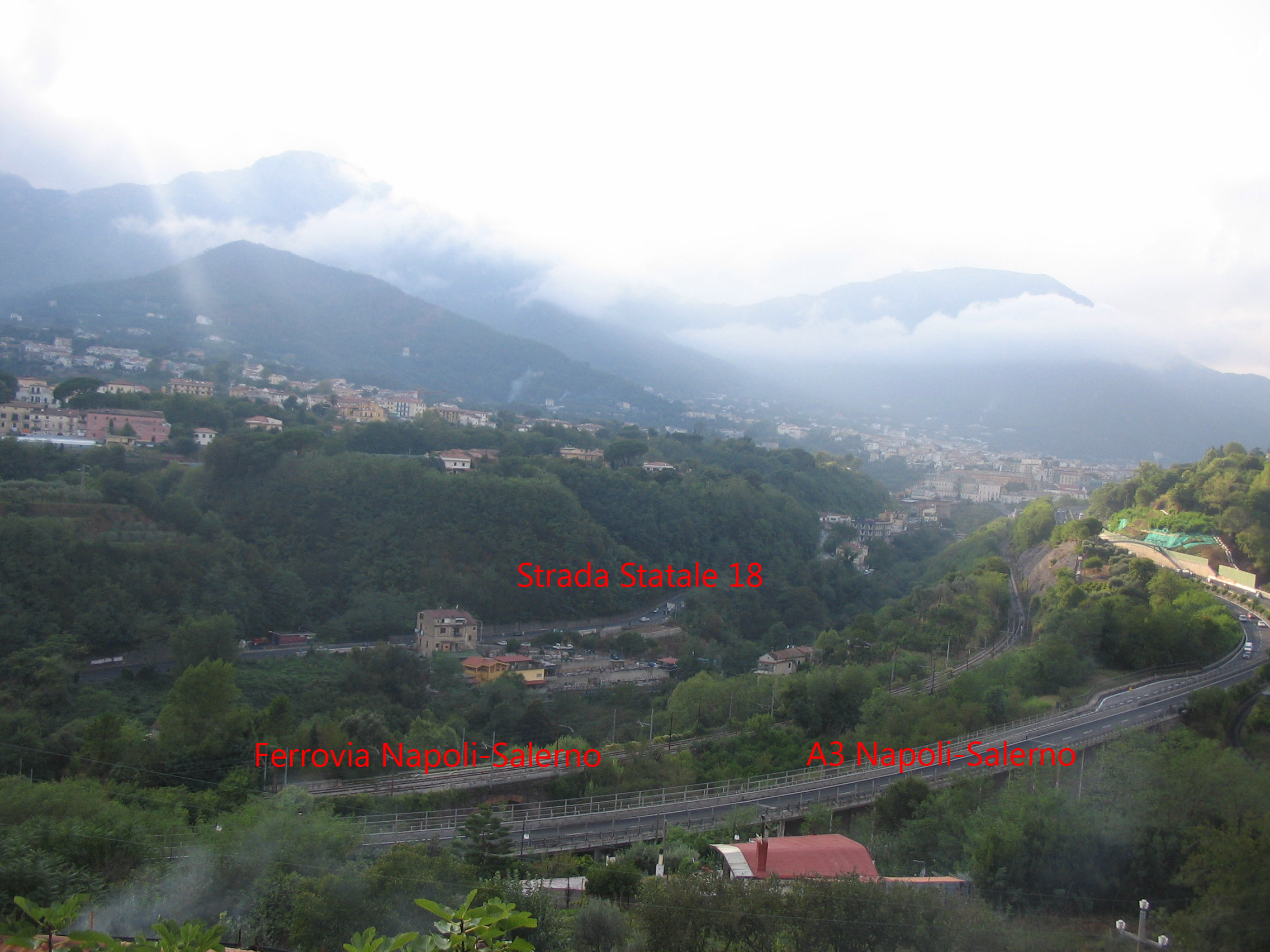
Panorama von Süden (Seite Salerno)
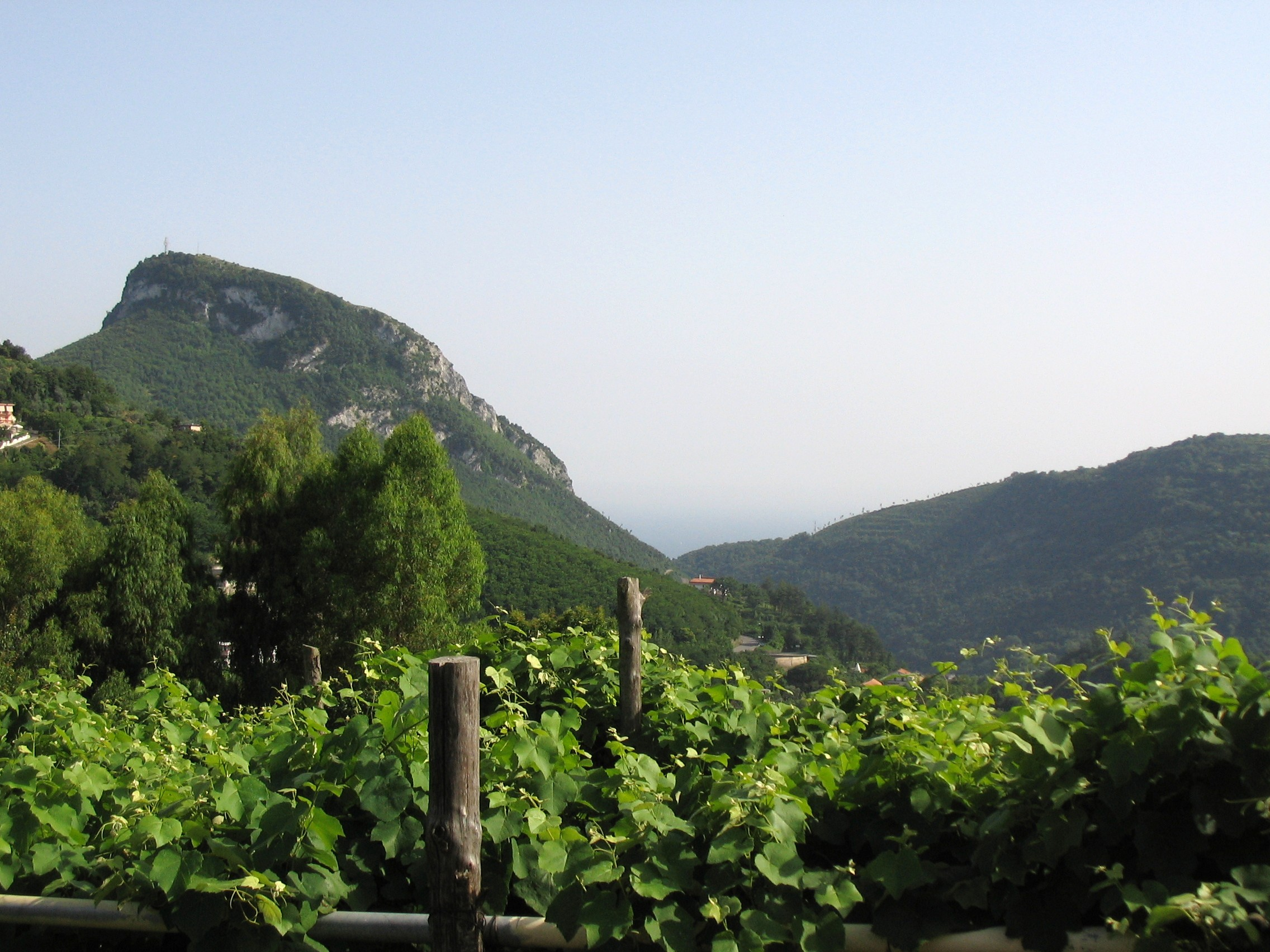
Panorama von Dupino (Berg St. Liberatore, hinten das Tyrrhenische Meer)
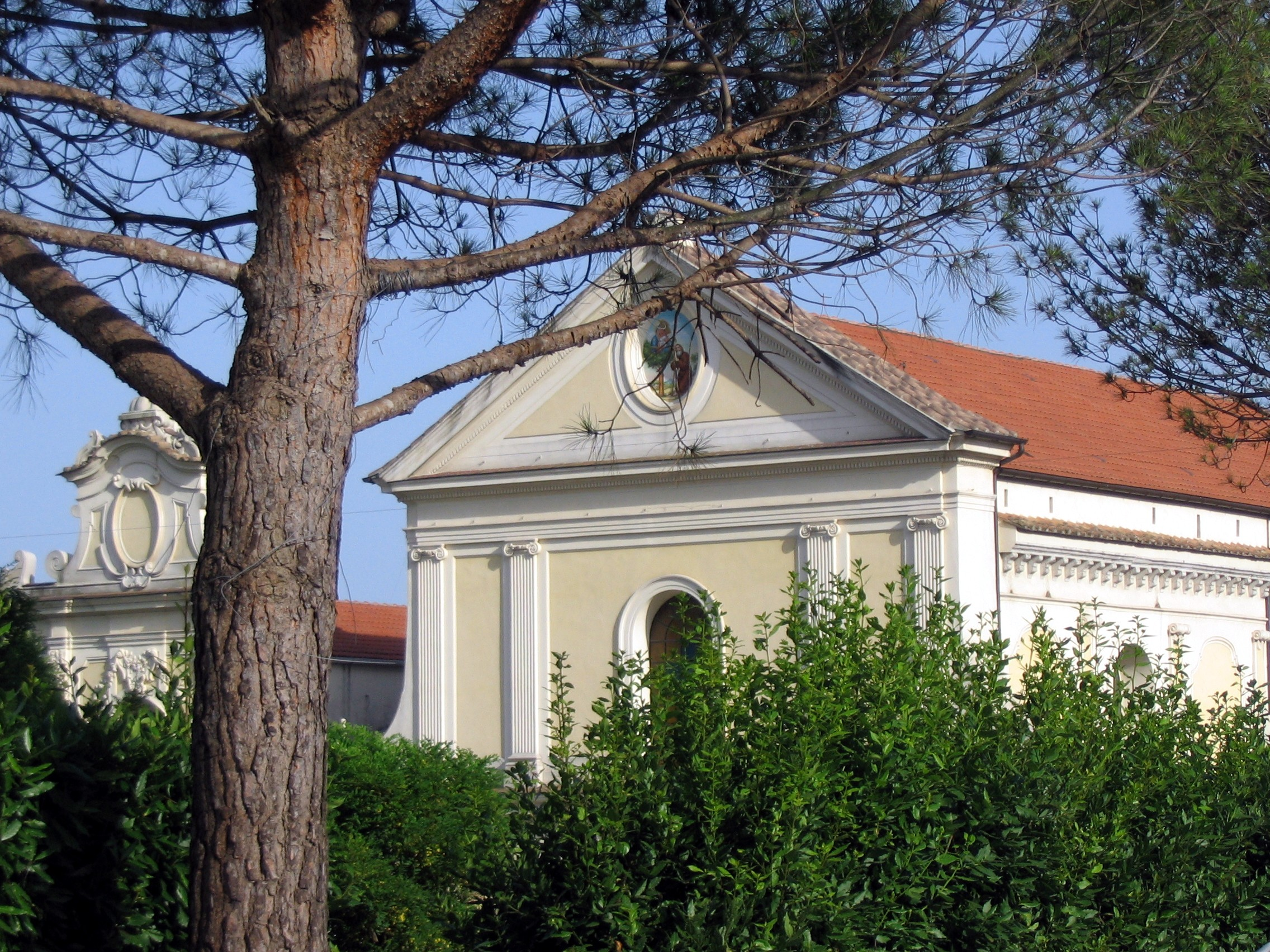
Kirche Madonna dell’Olmo
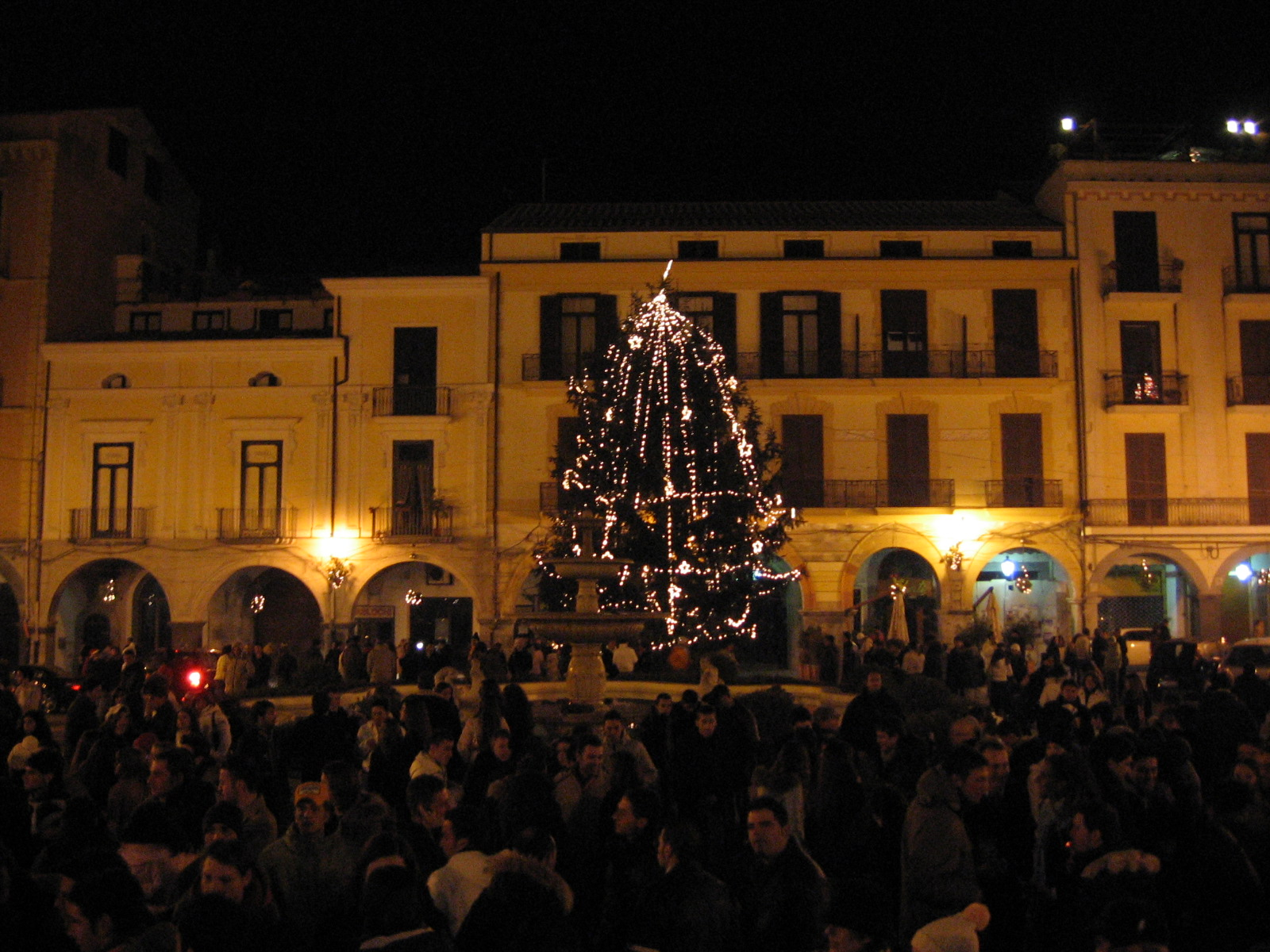
Domplatz zu Weihnachten

## Persönlichkeiten
- Onofrio della Cava (15. Jh.), Ingenieur und Architekt der Frührenaissance
- Lucia Apicella (1887–1982), Philanthropin, Trägerin des Bundesverdienstkreuzes
- Ferdinando Baldi (1927–2007), Filmregisseur und Drehbuchautor
- Alfonso Balzico (1825–1901), Bildhauer
- Massimo Coda (* 1988), italienischer Fußballspieler
- Carlo Filangieri (1784–1867), italienischer General
- Onofrio di Giordano (um 1405–nach 1455), Bildhauer und Architekt der Renaissance
- Antonietta Di Martino (* 1978), Leichtathletin
- Giuliana de Sio (* 1957), Schauspielerin, wuchs in Cava de’ Tirreni auf
- Teresa De Sio (* 1955), Singer-Songwriter, Schwester von Giuliana De Sio
- Marinella Senatore (* 1977), Künstlerin, Trägerin des Maxxi-Preises 2014